# Conseil canadien des normes de la radiotélévision
Le Conseil canadien des normes de radiotélévision (CCNR ; en anglais : Canadian Broadcast Standards Council) est une organisation non gouvernementale canadienne créée en 1990 par l'Association canadienne des radiodiffuseurs (en).
Le conseil réunit environ 730 stations de radio et de télévision privées à travers le pays. Permettant une certaine forme d'autorégulation par l'industrie, il est un intermédiaire du Conseil de la radiodiffusion et des télécommunications canadiennes (CRTC).

## Histoire
Suggéré par des diffuseurs privés depuis la fin des années 1960, le Conseil canadien des normes de radiotélévision est fondé en 1990.

### 2011
En juin 2011, l'organisme enregistre le plus grand nombre de plaintes de son histoire à la suite d'une entrevue de Margie Gillis réalisée par l'animatrice Krista Erickson de la chaîne Sun News Network,. L'acharnement de l'animatrice sur l'artiste soulève environ 4 100 plaintes en un mois, soit plus du double du nombre de plaintes normalement enregistrées annuellement par l'organisme. En février 2012, après avoir reçu officiellement 6 676 plaintes, le Conseil juge que l'entrevue ne viole aucune règle du code de déontologie de l'Association canadienne des radiodiffuseurs.

## Administration

### Présidents
- Ron Cohen (~1993 - décembre 2011)[5]
- Andrée Noël (janvier 2012 - )[5]